# لو كنت ملك (فلم 1938)
لو كنت ملك (بالإنجليزية: If I Were King) هو فيلم درامي أمريكي أنتج في عام 1938 مقتبس من رواية تحمل ذات الاسم، عن سيرة ذاتية تاريخية عن حياة شاعر القرون الوسطى الفرنسي فرانسوا فيلون.

## القصة
ملك فرنسا لويس الحادي عشر في معاناة يائسة. فهو محاصر في باريس من قبل الرجنديين ويشتبه في أن هناك خائنا بين حاشيته. يذهب متخفيا إلى حانة لمعرفة من الذي يقبل رسالة من العدو. و أثناء تواجده هناك، يتسلى بتصرفات وألاعيب الشاعر فرانسوا فيلون، الذي سرق الطعام من المخزن الملكي. فالوغد ينتقد الملك ويتفاخر بأفضل ما يمكنه فعله لو كان في مكان لويس.
ويتم الكشف عن الخائن وهو غراند كونستابل أوسيغني، ولكن قبل أن يتم القبض عليه، يتم قتل الخائن في شجار من قبل فيلون. و كدعابة، يكافئ لويس فيلون بجعله موظف كبير جديد، على الرغم من أن الملك يعتزم سرا أن يعدمه بعد أسبوع.

## روابط خارجية
- مقالات تستعمل روابط فنية بلا صلة مع ويكي بيانات